# Bartosz Śpiączka
Bartosz Śpiączka (Wolsztyn, 19 agosto 1991) è un calciatore polacco, attaccante del GKS Tychy.

## Carriera
Ha giocato l'intera carriera in Polonia, giocando più di 100 partite in Ekstraklasa. 